# Антонов Віктор Іванович
Віктор Іванович Антонов (1936, Батайськ, РРФСР — 9 квітня 2019) — український вчений, кандидат технічних наук, міністр з питань оборонного комплексу і конверсії України, а згодом міністр машинобудування, ВПК і конверсії України, був членом Ради оборони України.

## Освіта й наукова діяльність
Віктор Антонов, росіянин з походження, народився у Ростовській області, а освіту здобув у Таганрозькому радіотехнічному іннституті. Його закінчив 1958 року й здобув спеціальність інженер-конструктор. Згодом 1985 року у Московському інженерно-будівельному інституті захистив кандидатську дисертацію на тему «Технологічні напруги в анізотропному нелінійно-пружному циліндричному тілі, утвореному намоткою».
На рахунку вченого — 25 наукових праць. Основним інтересом Віктора Івановича є апаратура магнітного запису, насамперед її використання в непілотованих космічних апаратах. Його було відзначено Державною премією СРСР за створення систем відновлення фонограм для радіорозвідки.

## Кар'єра
У 1953-1962 роках починав свою кар'єру як інженер, конструктор, заступник головного конструктора, заводу № 39 міста Новосибірськ. Але Антонова того ж 1962-го скеровано на роботу в Україну. Новим місцем його праці став завод № 335 у Києві. Там він працював інженером-конструктором, заступником головного інженера.
З 1966 року Віктор Антонов починає кар'єрний злет на київському заводі «Маяк». Спочатку він був заступником, тоді першим заступником головного інженера, згодом став головним інженером. А з 1971-го і взагалі директором заводу «Маяк». З 1974 року його посада змінила назву на "генеральний директор Київського НВО «Маяк», директор науково-дослідного інституту електромеханічних приладів.

## Чиновницька й міністерська робота
Після досягнень у промисловості пан Антонов переходить на чиновницьку роботу: з 1986 року він працює заступником голови Держплану УРСР, а з 1989 стає першим його заступником. У листопаді 1990, за головування у Раді Міністрів УРСР Вітольда Фокіна, починає виконувати обов'язки голови Держкомекономіки УРСР.
Напередодні проголошення незалежності України, з травня 1991 року Антонова призначено на посаду державного міністра з питань оборонного комплексу і конверсії України. Менш як за рік його введено на правах членства до Координаційної ради з питань економічної реформи. Також він входив до Ради оборони України.
Останньою чиновницькою посадою Антонова стало призначення у лютому 1992 року міністром машинобудування, військово-промислового комплексу і конверсії України. На цій посаді він перебував ледь більше року — до травня 1993 року.
Після відходу на пенсію Антонов працював віце-президентом Союзу незалежних підприємців.

## Сім'я
Дружина Віктора Івановича — Антонова Галина Дмитрівна — інженер-конструктор. Подружжя виховало двох синів-офіцерів. Молодший син, Дмитро Вікторович Антонов, закінчив Балашовське вище військове авіаційне училище льотчиків. Наразі працює в авіакомпанії «Авіалінії Антонова», є заступником директора компанії з льотної роботи і командиром екіпажу Ан-124 «Руслан», Ан-225 «Мрія» та інших типів літаків.